# Pokojowy Komitet Koordynacyjny Studentów
Pokojowy Komitet Koordynacyjny Studentów (ang. Student Nonviolent Coordinating Committee, SNCC) – amerykańska organizacja społeczna działająca na rzecz praw obywatelskich czarnych obywateli USA i przeciwko segregacji rasowej w latach 60. XX wieku. SNCC organizowała kampanie przeciwko segregacji rasowej w transporcie publicznym, zajmowała się edukacją obywatelską czarnych wyborców, organizowała protesty i demonstracje przeciwko rasizmowi.

## Geneza

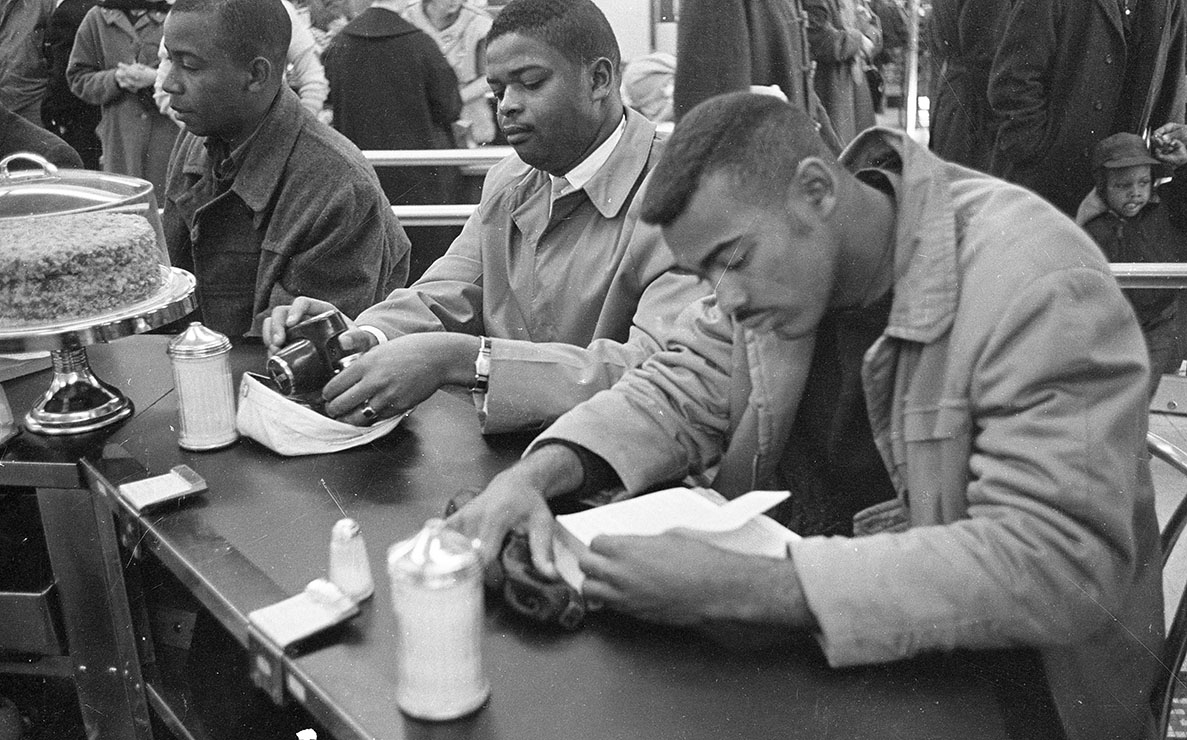
Studenci protestujący przeciwko segregacji rasowej w mieście Durham (Karolina Północna) w 1960 roku

Geneza organizacji była związana z protestami przeciwko segregacji rasowej na południu Stanów Zjednoczonych. Segregacja rasowa w restauracjach, kawiarniach i transporcie publicznym była wówczas uznana za niezgodną z konstytucją. Mimo to w licznych stanach na południu USA wciąż obowiązywały przepisy wymagające segregacji rasowej np. w kawiarniach czarni klienci mogli kupować produkty, ale nie mogli siedzieć przy stołach. W ramach walki z tymi regułami na początku lat 60. czarni studenci organizowali demonstracje polegające na zajmowaniu miejsc w strefach zakazanych dla czarnych, protesty określano mianem sit-in . Protesty rozpoczęły się w lutym 1960 roku, gdy grupka studentów w Greensboro, Karolinie Północnej usiadła przy stole w kawiarni Woolworth. Nie zostali obsłużeni, ale następnego dnia do demonstracji dołączyli kolejni studenci .
W kwietniu 1960, z inicjatywy Elli Baker, Konferencja Przywódców Chrześcijańskich Południa (SLCC) pod przywództwem Martina Luthera Kinga, zorganizowała konferencję poświęconą protestom sit-ins . Na wydarzeniu pojawiło się około 300 osób, głównie studentów, którzy uczestniczyli w protestach. Powołano do życia SNCC . Zadaniem SNCC miała być koordynacja działań . Początkowo w SLCC panowało przekonanie, że nowo powołana organizacja stanie się młodzieżówką SLCC . W praktyce jednak SNCC zachowywało autonomie i nie była w żaden sposób podporządkowana SLCC .
Początkowo organizacja liczyła sobie zaledwie 16 członków, którzy zdecydowali się porzucić studia i przenieść się na południe Stanów Zjednoczonych, by organizować działania przeciwko segregacji rasowej. W 1964 roku SNCC zatrudniało już 150 osób, wśród zatrudnionych byli również biali (stanowili ok. 20% wszystkich pracowników). Działalność SNCC była finansowana z datków od kościołów, uczelni i fundacji. Organizacja posiadała biura w Atlancie i Missisipi.

## Walka z segregacją rasową w transporcie publicznym

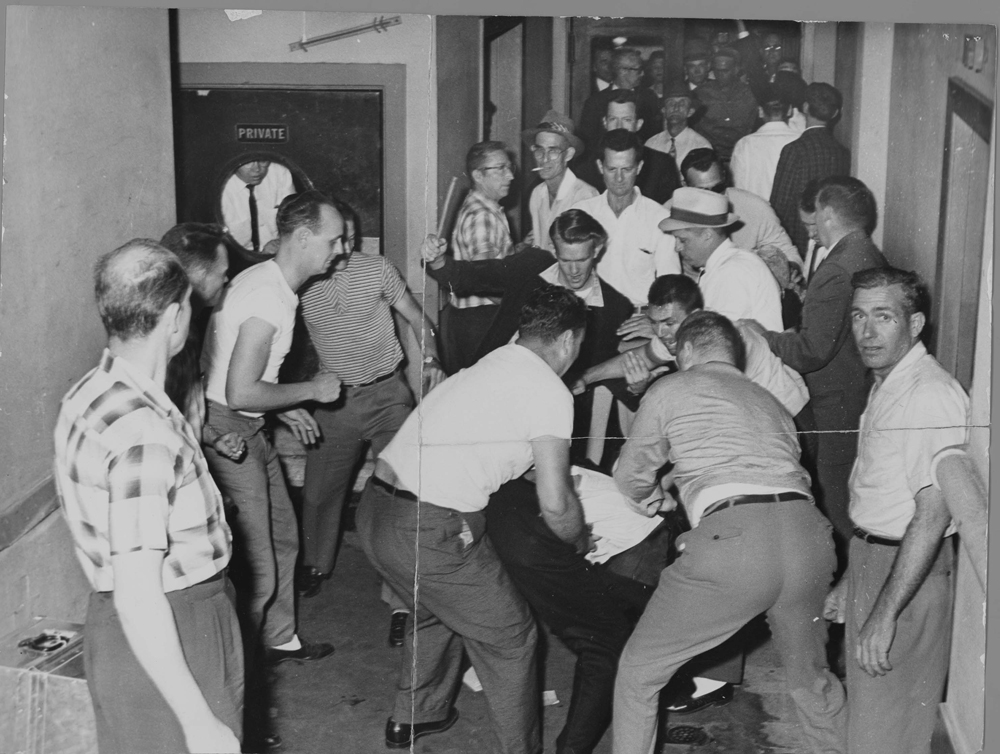
Pobicie działaczy SNCC w Birmingham w stanie Alabama w maju 1961 roku

W 1961 roku SNCC zaangażowała się w akcje przeciwko segregacji rasowej w międzystanowych połączeniach autokarowych (tzw. Freedom Rides). Działania polegały na zajmowaniu przez czarnych miejsc dla białych w autokarach. Wywołało to falę przemocy ze strony zwolenników segregacji rasowej .
Akcja rozpoczęła się w Waszyngtonie, gdzie grupa kilkunastu działaczy SNCC wsiadła do dwóch autokarów z zamiarem udania się do Nowego Orleanu. Do pierwszych incydentów doszło na przystanku w Karolinie Południowej, gdzie aktywiści zostali pobici przez tłum rasistów. Do kolejnego aktu przemocy doszło w miejscowości Anniston, w stanie Alabama, gdzie autobus został zatrzymany przez grupę segregacjonistów a następnie podpalony. Nikt nie odniósł jednak ran, działacze SNCC podjęli podróż innym autobusem. Na kolejnym przystanku, w miejscowości Birmingham tłum pobił aktywistów. Po tych incydentach żaden kierowca nie chciał wpuścić działaczy SNCC na pokład kierowanego przez siebie autobusu, aktywiści dotarli do Nowego Orleanu samolotem.
Kampania Freedom Rides skłoniła Departament Sprawiedliwości Stanów Zjednoczonych do wywarcia presji na Międzystanową Komisję Handlu, która w listopadzie 1961 roku wydała zakaz segregacji rasowej dla białych i czarnych w transporcie kolejowym i autobusowym .

## Rejestracja wyborców
W kolejnych latach SNCC angażowała się w kampanie rejestracji czarnych wyborców. W niektórych stanach USA czarni obywatele mieli wprawdzie prawa wyborcze, ale nie byli zarejestrowani w komisji wyborczej i z tego względu nie mogli głosować. W stanie Missisipi w niektórych obwodach ponad 90% czarnych wyborców nie było zarejestrowanych. Rejestracja wymagała rozwiązania testu i przedstawienia interpretacji wybranego fragmentu konstytucji stanowej. Od 1961 roku SNCC rozpoczęło działania polegające na prowadzeniu edukacji obywatelskiej i pomocy w rejestracji.
Podobnie jak inne działania SNCC także te spotkały się z przemocą ze strony segregacjonistów. Dochodziło do licznych pobić, prób podpaleń biura. Działacze SNCC byli wielokrotnie aresztowani i bici przez policję. Jeden z pierwszych zarejestrowanych przez SNCC wyborców został zamordowany, sprawca morderstwa został uniewinniony.
W 1964 roku na terenie stanu Missisipi SNCC zorganizowało kampanię „Lato Wolności” (ang. Freedom Summer). W akcji wzięło udział około 1000 wolontariuszy, głównie białych studentów i studentek, którzy zajmowali się rejestrowaniem czarnych wyborców . Kampania spotkała się z przemocą ze strony segregacjonistów. W jej trakcie piętnastu działaczy na rzecz praw obywatelskich zostało zamordowanych, czterech ranionych, trzydzieści siedem kościołów zostało podpalonych lub podłożono pod nie bomby, aresztowano około tysiąc osób.

## Kryzys
W 1965 roku w SNCC rozpoczęły się spory na temat pokojowej taktyki i udziału białych w działalności organizacji. Podziały sprawiały, że wpływ organizacji malał. W 1966 roku przewodniczącym SNCC został Stokely Carmichael . Carmichael ogłosił nową orientację polityczną organizacji, którą nazwał Black Power . Pod koniec lat 60. SNCC oddalało się od taktyki pokojowej i wykluczało białych z udziału w swoich działaniach. Wzbudziło to krytykę Martina Luthera Kinga . Od 1967 roku SNCC stała się celem aktywności FBI, które dążyło do zlikwidowania organizacji stosujących przemoc . Do 1968 roku większość działaczy opuściła SNCC i organizacja straciła na znaczeniu .